# Prostanthera cryptandroides
Prostanthera cryptandroides es una especie de planta arbustiva del género Prostanthera, perteneciente a la familia de las Lamiaceae y endémica de una zona limitada de Australia oriental, donde es conocida como "wollemi mint-bush".

## Descripción
Se trata de un arbusto humilde, desparramado y muy ramificado con las ramas y ramitas subcilíndricas y más raramente subcuadrangulares. Es habitualmente densamente glandular-pubescente con pelos pedicelados glandulares y no glandulares. Sus hojas, sin pedicelo o con uno milimétrico, son de color verde claro, viscosas, fuertemente aromáticas al chafarlas, y con el limbo ovalado a elíptico de 5-9 mm de largo por 1-3 de ancho, generalmente densamente cubierto de glándulas pediceladas. Tienen los márgenes con 2-4 lóbulos/dientes obtusos, ocasionalmente enteros, y de ápice también obtuso. La inflorescencia es un racimo frondoso con 2-10 flores. Estas últimas tienen el cáliz verde, interior y exteriormente poco o mucho pubescente-glandular, el tubo de 2-4 mm de largo, bilabiado con el lóbulo inferior ovalado entero y el superior desde ovalado entero o oscuramente subtrilobulado hasta emarginado con un sinus de 1,5-2 mm. La corola, bilabiada con el labio superior discretamente bilobulado y el inferior profundamente trilobulado (con el lóbulo mediano espatulado y algo bífido) mide 9-15 mm de largo y es de color malva con manchas amarillentas y pardas en la garganta; mientras que en la base del lóbulo inferior mediano hay una fila irregular de manchas amarillentas bordeada de puntos marrón a anaranjado y, lateralmente, de puntos violeta/purpúreo. El interior de dicha corola es glabro -excepto la garganta y la base de los lóbulos- y el exterior puede ser también glabro o moderadamente/ligeramente peludo distalmente. Los 4 estambres tienen filamentos mediocentimétricos con las anteras provistas de una pequeña protuberancia basal, y el conectivo lleva un apéndice basal de 1,5-2 mm terminado con 1-5 tricomas estrechamente triangúlares. El pistilo es centimétrico, con ovario cilíndrical-obovoide y estilo bífido. Los 4 mericarpos miden unos 2-2,5 mm de largo y son apicalmente dilatados (1mm en la base y 2,5-3 mm en el ápice).

## Distribución y hábitat
La especie nominal (subespecie cryptandroides) crece en contados lugares, como el Parque nacional Wollemi y el llamado «Parque nacional Jardines de Piedra» (Gardens of Stone National Park) en Nueva Gales del Sur oriental, no muy lejos de la capital, Sídney. Crece en los bosques abiertos secos esclerófilos de Eucalyptus y Acacia, esencialmente sobre terrenos rocosos de areniscas.
La especie está considerada como vulnerable, pero no en peligro crítico.

## Taxonomía
Prostanthera cryptandroides fue descrita por Allan Cunningham y publicado en Labiatarum Genera et Species, p. 453, 1834 de George Bentham. No figurado en la diagnosis original.
Etimología
- Prostanthera: nombre genérico que deriva del griego προσταη, apéndice y αντερα, antera, pues el conectivo de las anteras de muchas de sus especies tienen una protuberancia apendicular en forma de espolón.[8][4]
- cryptandroides: epíteto construido a partir de los vocablos griegos χρύπτό, escondido, y ανδρό, hombre, mascúlino, viril; o sea «androceo escondido», aludiendo al hecho que los estambres son muy introrsos y, entonces, poco o nada visibles.

Taxones infraespecíficos
- Prostanthera cryptandroides subsp. euphrasioides (Benth.) B.J.Conn (= Prostanthera euphrasioides Benth. = Prostanthera odoratissima Benth.)[2][4][9]

Difiere en: 1) el cáliz y ramitas de la especie nominal son aparentemente glabros, pues los pelos glandulares son microscópicos, mientras en la subespecie los tiene bien visibles; 2) el interior del cáliz es glandular en la subespecie y prácticamente glabro en la especie; 3) el labio superior de dicho cáliz es ligeramente emarginado en la subespecie, mientras que en el taxón nominal es redondeado hasta trilobulado.
La subespecie P. euphrasioides tiene un área de distribución mucho más amplia que la especie nominal -que se limita a los Central Tablelands y los Central Western Slopes del estado de Nueva Gales del Sur- y se encuentra desde el norte de Queensland hasta el norte de Nueva Gales del Sur.